# علیرضا علوی‌تبار

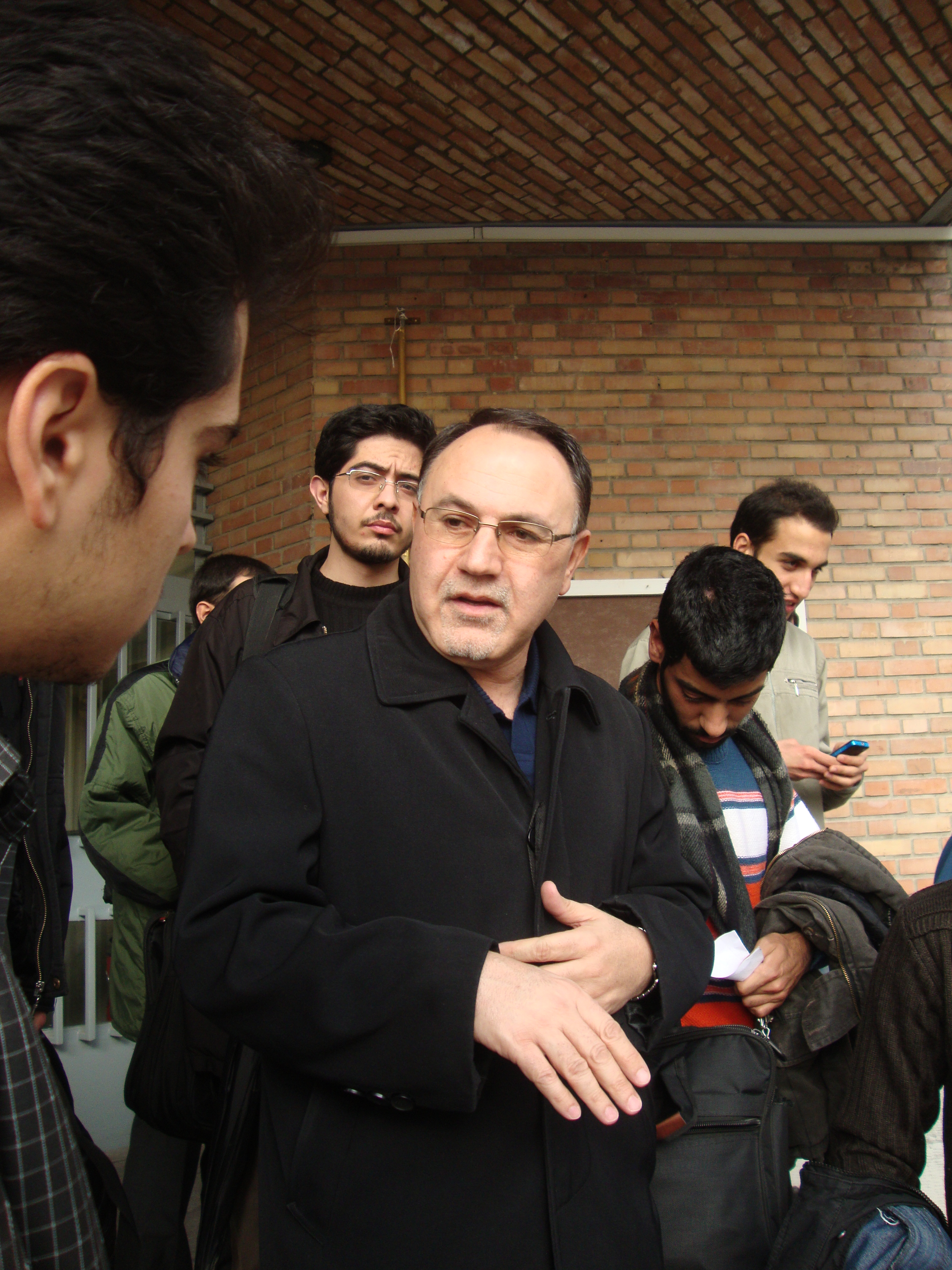
علیرضا علوی‌تبار در مناظره‌ای پیرامون دین در دانشگاه علم و صنعت ایران

علیرضا علوی‌تبار (متولد ۱۳۳۹ در شیراز) فعال سیاسی و روزنامه‌نگار ایرانی‌ست. او مشاور سید محمد خاتمی و سردبیر روزنامهٔ صبح امروز بود.